# Strategia del ragno
Strategia del ragno (Nederlands: De strategie van de spin) is een Italiaanse dramafilm uit 1970 onder regie van Bernardo Bertolucci. Het verhaal is gebaseerd op dat uit de novelle Tema del traidor y del héroe van Jorge Luis Borges.

## Verhaal
De jonge onderzoeker Athos Magnani keert op verzoek van zijn minnares Draifa terug naar Tara, waar zijn vader werd vermoord. Zijn vader heette ook Athos Magnani en zag er precies uit als zijn zoon. Hij was een antifascistische held die in 1936 door een fascist werd gedood. Dat beweert althans iedereen. Spoedig ontdekt hij echter dat hij zich in een web van leugens bevindt.

## Rolverdeling
| Acteur            | Personage                     |
| ----------------- | ----------------------------- |
| Giulio Brogi      | Athos Magnani (vader en zoon) |
| Alida Valli       | Draifa                        |
| Pippo Campanini   | Gaibazzi                      |
| Franco Giovanelli | Rasori                        |
| Tino Scotti       | Costa                         |